# Sac à zip

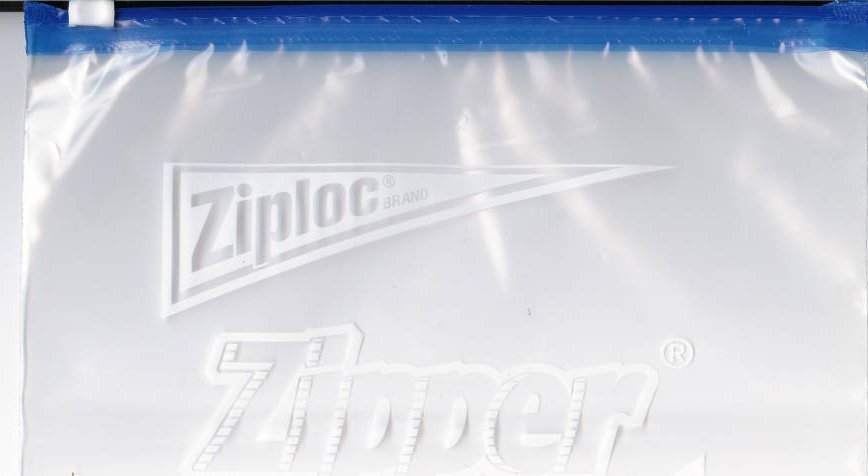
Détail d'un sac à zip de marque ziploc.

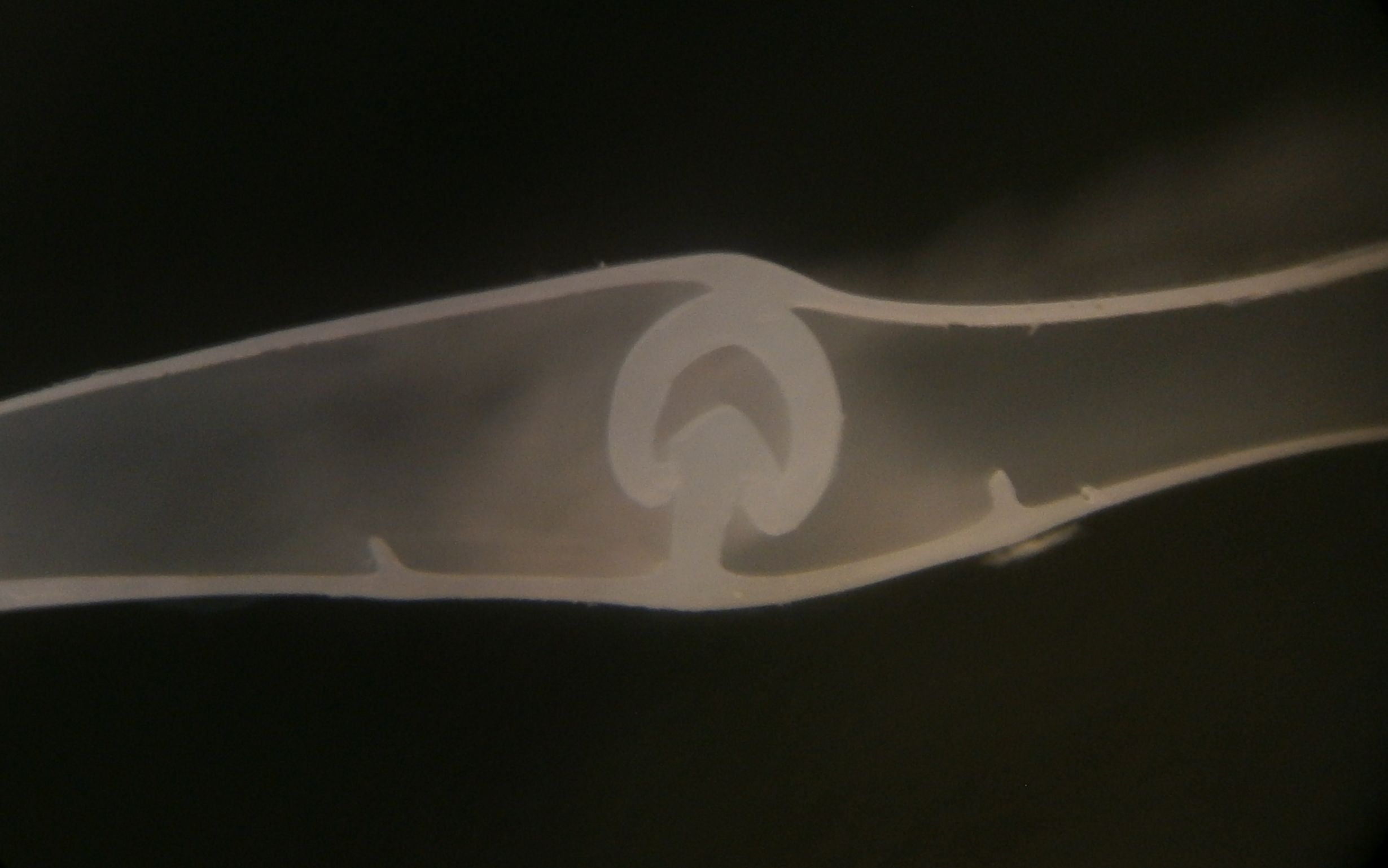
Gros plan d'une fermeture ziploc vue par la tranche.

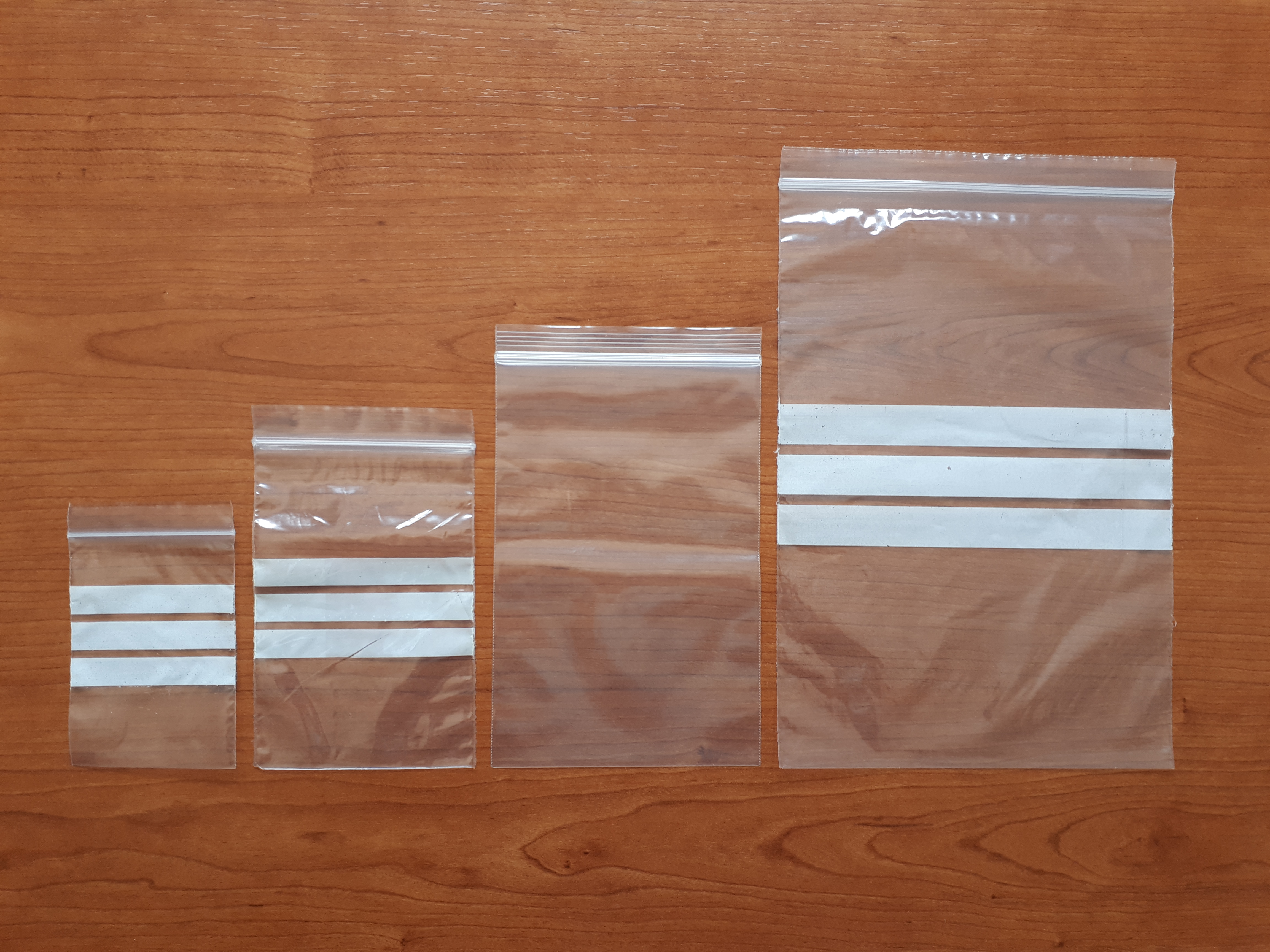
Différentes tailles de sac.

Le sac à zip, ou sac à glissière, est un sac en plastique réutilisable muni d'une fermeture à glissière de type « ziploc ». Ces sacs sont généralement en polyéthylène ou dans un autre plastique transparent. La fermeture à zip est entièrement en plastique. Elle a été inventée au début des années 1950 par un Danois nommé Borge Madsen et le sac à zip lancé par la société américaine Dow Chemicals en 1968.
Ces sacs sont utilisés pour conserver les aliments (sac congélation) ou de petits objets. Ils se referment, soit en faisant glisser un élément mobile (comme une fermeture éclair), soit en pressant simplement la glissière sur toute sa longueur (seulement depuis 1993). Ils ne sont pas totalement étanches, laissant passer une très petite quantité d'air aux deux extrémités de la glissière.
En France on l'appelle communément dans les supermarchés un sac congélation, et au Québec un sac à collation ou un Zip-Loc d'après la marque.